# Fons Steuten
Alfons „Fons“ Steuten (* 23. Februar 1938 in Weert; † 22. Februar 1991) war ein niederländischer Radrennfahrer und nationaler Meister im Radsport. 

## Sportliche Laufbahn
Steuten war im Straßenradsport aktiv. Er gewann 1959 mit seinem Verein TWC Maastricht die niederländische Club-Radmeisterschaft, eine Jahreswertung der erfolgreichsten Vereine. Als Amateur wurde er 1960 Dritter in der Olympia’s Tour und im Rennen Triptyque Ardennaise. 
Von 1962 bis 1966 war er Unabhängiger und Berufsfahrer. 1961 gewann er das Eintagesrennen Lüttich–Marche-en-Famenne–Lüttich.
Die Vuelta a España fuhr er zweimal. 1962 und 1964 kam er jeweils nicht ins Ziel. Die Tour de France 1964 beendete er als Mitglied des Radsportteams Televizier nicht. Nach 1967 startete er wieder als Amateur und gewann 1976 das irische Etappenrennen Rás Tailteann vor Colm Nutty. 1977 holte einen Etappensieg im Grand Prix de l’Humanité.
Fons Steuten starb 1991 an den Folgen eines Sturzes mit dem Fahrrad.